# Carex chinoi
Espèce
Classification phylogénétique
Carex chinoi est une espèce des plantes du genre Carex et de la famille des Cyperaceae.